# Colostygia haemataria
Colostygia haemataria är en fjärilsart som beskrevs av Henriot 1923. Colostygia haemataria ingår i släktet Colostygia och familjen mätare. Inga underarter finns listade i Catalogue of Life.